# Cadreur
Ne pas confondre avec « encadreur », professionnel de l'encadrement.
Un cadreur, également appelé caméraman  ou opérateur de prise de vues, est aux commandes d'une caméra lors d'une prise de vues pour le cinéma, la télévision et plus largement l'audiovisuel, qu'il s'agisse de films ou de téléfilms, de documentaires ou d'émissions, en direct ou non. Il est responsable du cadrage, contrôlé par le viseur de caméra et le guidon ou les manivelles du trépied, soit sous les indications ou recommandations d'un réalisateur, soit de sa propre initiative.

## Terminologie
Selon le Trésor de la langue française, le cadreur est « l'opérateur chargé de maintenir le « cadre » choisi par le réalisateur au cours des multiples déplacements de la caméra ou des acteurs ». Le terme « cadreur » est attesté depuis 1952,, il est recommandé en France depuis 1983.

## Cadreur

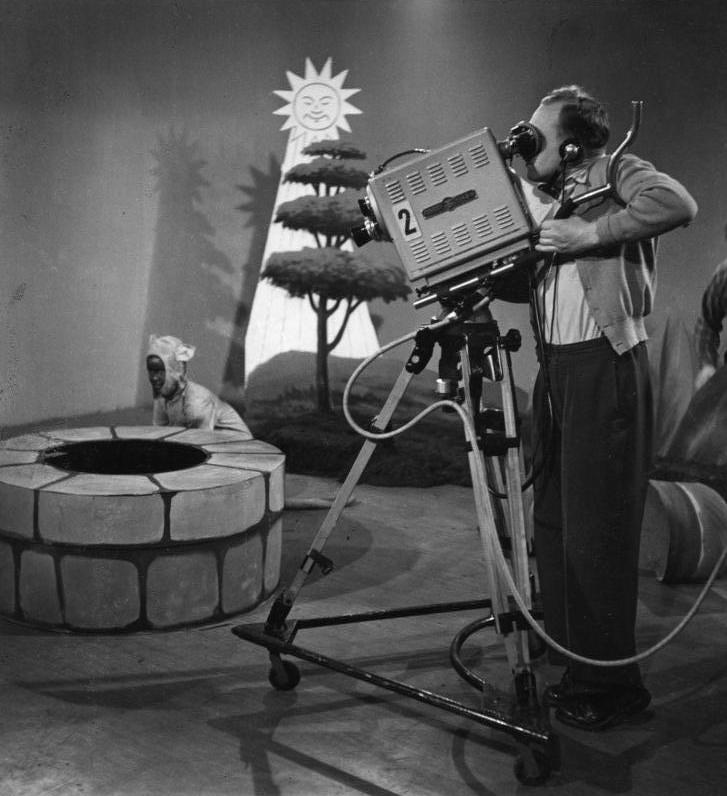
Cadreur de télévision des années 1950.

Le cadreur du film est un collaborateur essentiel du réalisateur. Il met en œuvre et manie l'appareil de prise de vues, la caméra, assurant la composition des plans et la plupart des mouvements d'appareil.
Bien que le cadreur travaille en osmose avec le directeur de la photographie, ou chef opérateur de prise de vues, il n'est pas directement sous ses ordres ; son rôle est essentiellement déterminé par une entente — si possible fructueuse, voire parfaite — avec le réalisateur. En effet, le choix des paramètres de prise de vues liés au cadre — place de l'appareil, choix de l'objectif (distance focale), place des comédiens et des éléments du décor, rythmique des mouvements — se fait en collaboration étroite avec le réalisateur, qui peut imposer des exigences précises, ou discuter toute proposition du cadreur, selon les nécessités du scénario et éventuellement de celles du montage à venir.
Le cadreur participe, tout comme le directeur de la photographie ou le scripte, à la résolution des problèmes de raccord d'un plan avec le plan suivant, ou de ceux rencontrés entre deux séquences, les éléments d'un film sont en effet très rarement tournés chronologiquement, dans la continuité du scénario, et leur éloignement dans le temps peut provoquer des incohérences dans le récit (costumes ou accessoires manipulés par les comédiens).

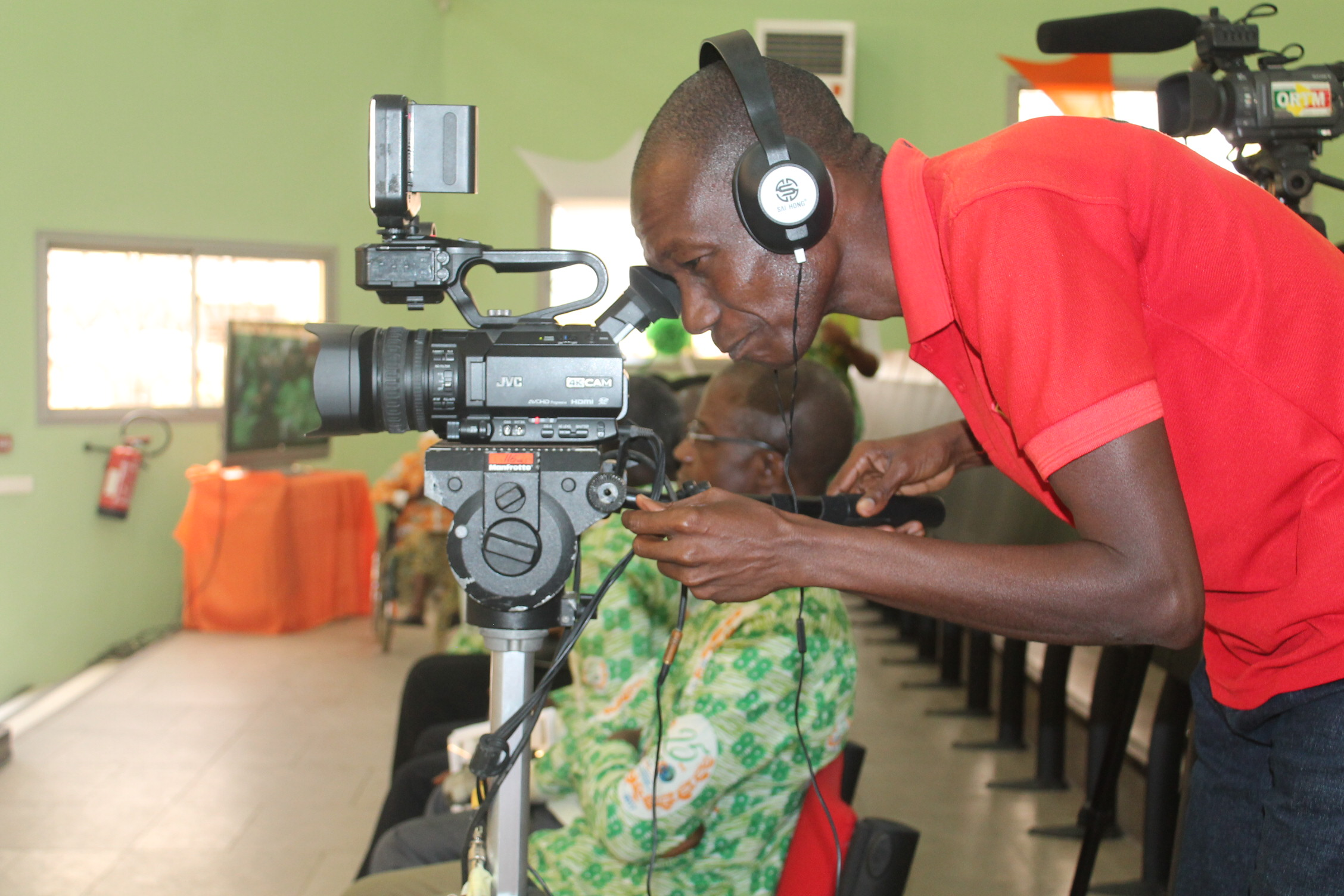
Cadreur actionnant une caméra de télévision numérique.

Depuis la généralisation des moniteurs vidéo de contrôle sur les plateaux, qui permettent au réalisateur de suivre le déroulement du plan lors de son tournage, le rôle du cadreur qui, jusque-là, était le seul à avoir vu le cadrage exact du plan tel qu'il sera vu à l'écran (notamment durant les divers mouvements de caméra), est amoindri mais l'adresse et la précision que l'on exige de lui sont les mêmes.
Le cadreur est assisté par le premier assistant opérateur (puller), qui assure la préparation de la caméra et des accessoires nécessaires au tournage du plan et assure la mise au point de l'objectif (focusing) pendant les prises. Le second assistant est plus spécialement préposé à l'entretien et aux chargement, déchargement des magasins (caméra argentique), ou aujourd'hui des disques durs (caméra numérique).
Cadreurs spécialisés : steadicamer, cadreur à manivelles, cadreur prise de vues aérienne, cadreur prise de vues sous marine, cadreur animalier, cadreur banc-titre, cadreur de télévision...